# Tero Katajisto
Tero Eerik Katajisto (ur. 12 września 1971) – fiński zapaśnik walczący w stylu klasycznym. Olimpijczyk z Sydney 2000, gdzie zajął osiemnaste miejsce w kategorii 54 kg.
Szósty na mistrzostwach świata w 1994. Szósty na mistrzostwach Europy w 1989. Trzeci w Pucharze Świata w 1993. Zdobył cztery złote medale na mistrzostwach nordyckich w latach 1991 – 1996 roku.